# エディータ
エディータ（本名：エディータ・グルニャク（ポーランド語:Edyta Anna Górniak）、1972年11月14日 - ）は、ポーランドの歌手（女性ボーカリスト）。ポーランドのジェンビツェ（pl:Ziębice）出身。ポーランドのアルバム売り上げ最高記録保持者。本名Edyta Anna Górniak（エディタ・アンナ・グルニャク）。

## 来歴
1989年にTVの歌番組に出場。1991年にはブロードウェイに行った人気ミュージカル「Metro」に出演する一方で、さまざまなコンクールに応募し、好成績をおさめる。
1994年にポーランド代表としてユーロビジョンに出場し、準優勝。1995年にアルバム「Dotyk（触れて）」でデビュー。またイギリスのEMI インターナショナルと契約し、1997年に1stアルバムの英語版「Edyta Górniak（エディタ・グルニャク）」で世界デビューを果たす。
EMI インターナショナルとの契約を終了したのち、2002年にはドイツのVirgin Recordsと契約し、ポーランドで2ndアルバム「Perła（真珠）」、英語版「Invisible」をリリース。その後自身のレーベルEG Productionsを設立。低迷期を経て2007年3rdアルバム「E.F.G」でカムバック。その他のアルバムに「My（わたしたち）(2012)」がある。

## ディスコグラフィ

### オリジナル・アルバム
- Dotyk (1995年)
- エディータ・ゴロニアーク Edyta Gorniak (1997年)
- キス・ミー、フィール・ミー Kiss Me, Feel Me (1997年)
- Perła (2002年)
- Invisible (2003年)
- E·K·G (2007年)

### ライブアルバム
- Live '99 (1999年)

### シングル
- Once In A Lifetime（EDEL, 1994年）
- ウェン・ユー・カム・バック・トゥ・ミー When You Come Back To Me（EMI, 1997年）
- エニシング Anything（EMI, 1998年）
- ワン・アンド・ワン One & One（Toshiba EMI: 1997年, EMI Europe: 1999年）
- リンガー Linger（EMI, 1999年）
- インポッシブル Impossible（Virgin, 2003年）
- The Story So Far（Virgin, 2003年）
- Whatever It Takes（Virgin, 2003年）